# Vaudeville Villain
Vaudeville Villain è il primo album realizzato da Daniel Dumile sotto il nome di Viktor Vaughn. Le tracce dell'album sono prodotte da Heat Sensor, King Honey, Max Bill (tutti della Sound-Ink) e da RJD2 ("Saliva").
È il primo album di Daniel Dumile a non contenere sue produzioni dai tempi dell'esordio di MF DOOM nel 1997.

## Tracce
1. Overture
2. Vaudeville Villain (prodotta da King Honey)
3. Lickupon (prodotta da Heat Sensor)
  - Contiene un campione da "Walk on By" di Isaac Hayes.
4. The Drop (prodotta da Max Bill)
5. Lactose and Lecithin (prodotta da Heat Sensor)
6. A Dead Mouse (prodotta da King Honey)
7. Open Mic Nite, Pt. 1 (feat. Lord Sear, Rodan, & Louis Logic) (prodotta da King Honey)
8. Raedawn (prodotta da Heat Sensor)
9. Let Me Watch (feat. Apani B) (prodotta da King Honey)
10. Saliva (prodotta da RJD2 e DJ Nu-Mark)
11. Modern Day Mugging (prodotta da Heat Sensor)
12. Open Mic Nite, Pt. 2 (feat. Lord Sear & Creature) (prodotta da King Honey and Mr Ten)
13. Never Dead (feat. M. Sayyid) (prodotta da Heat Sensor)
14. Popsnot (prodotta da by Max Bill)
15. Mr. Clean (prodotta da King Honey)
  - Contiene un campione da "I Know I've Been Wrong" di Mashmakhan
16. G.M.C. (prodotta da Max Bill)
17. Change the Beat (hidden track) (MF DOOM)